# Одкровення Пірамід
Одкровення Пірамід (фр. La révélation des pyramides) це науково-популярний фільм псевдонаукового змісту, режисера Патріса Пуарда і випущеного в 2010 році, але широко випущеного в мережі від 2012 році. Сценарій, написаний Патрісом Пуардом та Жаком Гримо, висвітлює альтернативну істрію і теорії, висунуті Жаком Гримо.

## Опис
Документальний фільм представляє крізь критику популярні наукові передумови та будівельні прийоми, необхідні для будівництва багатьох давніх архітектурних об’єктів (зокрема пірамід Єгипту), а також механічної обробки певних артефактів (зокрема вази): ці археологічні елементи описуються як занадто складні, щоб бути створеними за допомогою сучасних інструментів та технік. Ці тези критикує потік критики, висунутих в цій галузі сталими органами. Ще одна висунута теза - про Зворот магнітних полюсів Землі, що спричиняє планетарний катаклізм приблизно кожні 26 000 років. За словами Жака Гримо, призначення пірамід у Гізі було б не розміщенням могили, а архітектурною загадкою, призначеною для попередження майбутніх цивілізацій про ці циклічні події. Він розглядає поточне глобальне потепління як попередника однієї з цих катастроф. Він теоретизує існування давньої цивілізації, яка була знищена подібною подією, навівши есхатологічний міф про руйнування світу вогнем. На думку автора, ці археологічні залишки є плодом цивілізації набагато ранішої за нашу, з дуже розвиненим технологічним розвитком.

## Деталі
У фільмі стверджується, що Піраміди Гізи розташовані на "нахиленому екваторі" на 30 градусів від традиційного екватору, поряд з низкою інших археологічних пам’яток, таких як Острів Пасхи, Мачу-Пікчу, Оллантайтамбо, цивілізація Паракаса, країна дагонів та Мохенджо-даро, щоб знаходитись на однаковій відстані від магнітних полюсів Землі (твердження зроблено через 1 год 34 хв документального фільму), таким чином потрапляючи в рамки теорій, які розглядають піраміди як наукові об'єкти для розгадки науковцями майбутнього, а не гробниці; за допомогою теорій наукових намагаються переглянути так званий офіційний пункт призначення (місця поклоніння, могили) пірамід. Якщо слід зазначити, що ці теорії під пірамідологією ґрунтуються на надійних засадах професіоналів, в 2018 році продемонстрували чотири дослідника фізики частинок університету ІТМО Санкт-Петербурга в Росії та Лазерного центру Ганновера в Німеччині як піраміди здатні накопичувати електричну або магнітну енергію в камері або біля своєї основи. Однак важливо зазначити, що це вирівнювання, оголошене Жаком Гримо, є принципово альтернативними, оскільки більшість об'єктів, на які спрямована ця вісь, віддалені на кілька десятків кілометрів.
Кілька дослідників, включаючи архітектора та археолога Жан-П'єр Адам, повідомили про багато елементів, що суперечать теорії вирівнювання ділянок ·  ·  · . У 2016 році Томас К. Дюран та його команда з ASTEC пародіювали вибудовування Grimault, представивши друге вирівнювання на «нахиленому екваторі» в 43 градуси.